# The King: Eternal Monarch
The King: Eternal Monarch (hangul: 더 킹: 영원의 군주; rr: Deo King: Yeongwonui Gunju) (bra: O Rei Eterno) é uma telenovela sul-coreana exibida pela emissora SBS de 17 de abril a 12 de junho de 2020, com um total de dezesseis episódios estrelada por Lee Min-ho, Kim Go-eun, Woo Do-hwan, Kim Kyung-nam, Jung Eun-chae e Lee Jung-jin. Produzida pela Hwa &Dam Pictures e sua empresa-mãe, Studio Dragon, a série estreou na SBS TV e para, o público global, através da Netflix em 17 de abril de 2020.
Apesar de seu elenco, publicidade extensa e orçamento de produção de mais de 30 bilhões de wones (por volta de US$ 25 milhões), a série recebeu críticas negativas por seu roteiro, direção e performances, levando a uma popularidade doméstica abaixo do esperado na Coreia. No entanto, a série foi denominada como "drama de sucesso da Netflix" pela GMA News Online, e o jornal South China Morning Post também o mencionou como um "sucesso de série de drama coreano" devido à sua popularidade no exterior.

## Sinopse
A história começa no reinado do rei Sinmun, na Dinastia Silla, do Reino da Coreia, um universo paralelo. Na primavera de 682, o rei Sinmun recebeu uma flauta de bambu do Rei Dragão do Mar do Leste. Quando a flauta fosse tocada, os inimigos se renderiam, as doenças seriam curadas, a chuva cairia durante as secas, a estação chuvosa teria fim, o vento pararia e as ondas fortes cessariam. Percebendo os poderes da flauta, o rei Sinmun a chamou de ''Manpasikjeok'' e a denominou um tesouro nacional. A verdade, é que a flauta também abre um portal que conecta dois mundos diferentes.
No inverno de 1994, no Reino da Coreia, o príncipe imperial Geum, Lee Lim, filho mais velho porém ilegítimo, orquestra um golpe com vários traidores e invade a sala do tesouro no Cheonjongo, onde se encontra o rei Lee Ho, seu irmão mais novo. Ele e seus traidores assassinam os guardas reais. O rei pede que o irmão reconsidere e abaixe a espada dos Quatro Tigres, mas Lee Lim ignora suas palavras e o assassina com a espada. Lee Lim enfim consegue pegar a Manpasikjeok, mas é surpreendido com a chegada do príncipe Lee Gon, que se levantou não por causa do som dos tiros, mas pelo som alto que a flauta emitiu. Lee Gon corre para seu pai morto e chora sobre seu corpo, Lee Lim falsamente lamenta a morte do irmão e Lee Gon percebe quem é o responsável. Ele corajosamente pega a espada dos Quatro Tigres e avança contra Lee Lim, que se protege com a flauta, mas tem sua mão cortada e a flauta é partida ao meio.
Lee Gon tenta prender Lee Lim, mas os guardas estão do lado do traidor e apontam suas armas contra o príncipe. Em meio aos guardas mortos pelo corredor do Cheonjongo, surge um homem misterioso com o rosto escondido. Lee Lim pega as duas metades da flauta e começa a estrangular o pequeno Lee Gon, quase o matando, mas o teto de vidro do Cheonjongo é quebrado e o homem misterioso entra e começa a se livrar de todos os traidores, enquanto Lee Gon pega uma metade da flauta para si. A Guarda Real é acionada e Lee Lim é obrigado a recuar com apenas uma metade da flauta.
O homem misterioso se aproxima do príncipe para verificar se ele está bem, e o príncipe tenta agarrá-lo mas quando o homem parte, deixa para trás um crachá nas mãos de Lee Gon.

## Elenco

### Principal
- Lee Min-ho como o Rei Lee Gon do Reino da Coreia. Lee Gon é um rei bondoso, inteligente e dedicado ao seu povo. Ele atravessa um portal mágico seguindo o rastro do coelho branco ( Alice no País das Maravilhas) e acaba em um universo paralelo, onde encontra a Tenente Jung Tae-eul, por quem se apaixona.[13]
  - Jeong Hyun-jun como jovem Lee Gon (Reino da Coreia) e jovem Lee Ji-hun (República da Coreia)

- Kim Go-eun como a Tenente Jung Tae-eul. Jung Tae-eul é tenente na República da Coreia. Extremamente marrenta e casca grossa. No começo não acredita que Lee Gon é um rei de um universo paralelo, mas quando isso se prova verdade, Tae-eul e Lee Gon lutam com todas as forças pelo seu amor. / Luna é uma ladra no Reino da Coreia e sósia de Jung Tae-eul. Ela é ambiciosa e vingativa.[14]
  - Kim Si-woo como jovem Jung Tae-eul

- Woo Do-hwan como Jo Eun-seop / Jo Yeong. Jo Eun-seop é um amigo de Jung Tae-eul na República da Coreia. Brincalhão, abobalhado e medroso, mas faz de tudo para proteger sua família e eventualmente, o Rei Lee Gon. É também apaixonado por Myeong Na-ri. Diferente do seu sósia, Jo Yeong é o capitão da Guarda Real do Reino da Coreia e melhor amigo do Rei Lee Gon desde criança. Ele é inteligente, centrado e extremamente protetor do Rei. Ele também é apaixonado pela sósia de Myeong Na-ri do seu mundo, Myeong Seung-a, mas não admite.[15]
  - Jung Si-yul como jovem Jo-yeong

- Kim Kyung-nam como Kang Shin-jae. Ele é Tenente no Reino da Coreia e apaixonado por Jung Tae-eul, o que faz ele não confiar e detestar Lee Gon.[16]
  - Moon Woo-jin como jovem Kang Shin-jae / jovem Kang Hyeon-min

- Jung Eun-chae como a Primeira-ministra do Reino da Coreia Koo Seo-ryung / Koo Eun-a. No Reino da Coreia, Seo-ryung é Primeira ministra. Extremamente gananciosa e manipuladora, ela deseja se casar com o Rei Lee Gon, mesmo não o amando, mas seus planos são frustrados quando o Rei encontra Tae-eul. Na República da Coreia, sua sósia é Koo Eun-a, uma simples estudante.

- Lee Jung-jin como Lee Lim. Tio do Rei Lee Gon, ele não tem direito ao trono por ser filho de uma concubina. Desejando mais do que ser rei, ele realiza um golpe onde assassina o irmão, e rouba a flauta mágica Manpasikjeonk, mas seu plano falha quando Lee Gon, ainda criança, corta a flauta ao meio com a espada dos Quatro Tigres e pega uma metade para si. Assim os dois tendo acesso ao portal que conecta os mundos.[17]

### De apoio
- Kim Young-ok como Noh Ok-nam, Dama da Corte. Ela é um senhora gentil mas rigorosa, que com a ajuda do Príncipe Bu-yeong, criou o rei. Ela ama muito o rei, tendo o criado como seu próprio filho e tem uma forte amizade com o príncipe Bu-yeong.
- Jeon Bae-soo como Jung Do-in, pai de Jung Tae-eul.
- Seo Jeong-yeon como Song Jung-hye, mãe de Lee Ji-hun, sósia de Lee Gon.
  - Ko Eun-min como a jovem Song Jung-hye
- Park Won-sang como Park Moon-sik, detetive-chefe do Esquadrão Três de Crimes Violentos
- Kim Yong-ji como Myeong Na-ri, melhor amiga de Jung Tae-eul na República da Coreia / Myeong Seung-ah, nova contratada para o Gabinete Real de Relações Públicas no Reino da Coreia.
- Kang Hong-seok como Jang Michael (Jangmi), novo recruta do Esquadrão Três de Crimes Violentos / Jang Mi-reuk, estagiário na guarda real
- Jeon Moo-song como Lee Jong-in / Princípe Buyeong, segundo na linha de sucessão ao trono depois de Lee Gon
- Lee Hae-young como Yoo Kyung-moo
- Hwang Young-hee como Min Hwa-yeon, mãe de Kang Shin-jae / Park Sook-jin, funcionária do palácio
- Park Ji-yeon como Park Ji-young, amiga de Koo Seo-ryeong
- Kim Jung-Young como mãe da Primeira-ministra Koo Seo-ryung

| - Heo Dong-won como Detetive Shim, detetive do Esquadrão Três de Crimes Violentos - Ahn Si-ha como Kim Hee-joo - Song Sang-eun como Kyung Ran | - Baek Hyun-joo como a secretária Mu - Lee Hong-nae como Seok Ho-pil, um guarda real | - Park So-jin como Jo Hae-in, a terapeuta de Kang Shin-jae - Choi Woo-sung como Kim Ki-won - Kim Hyung-woo como Yoon heon-soo - Lee Ho-cheol como Dalgoo, membro de gangue - Tae In-ho como Choe Min-hwan, Presidente do KU Group e ex-marido de Koo Seo-ryeong |

### Participações especiais
- Jeon No-min como Capitão Choe Gi-tae
- Lee Kyung-young
- Kwon Yul como Lee Ho, pai de Lee Gon
- Park Hoon como o pai de Jo Yeong
- Jo Jae-yoon como um trabalhador de arcade encarregado do jogo de tiro
- Woo Ji-hyun como um novato na delegacia de polícia

## Produção
A série reuniu a atriz Kim Go-eun e a roteirista Kim Eun-sook, que colaboraram em 2016 com Guardian: The Lonely and Great God, bem como o ator Lee Min-ho com a roteirista Kim Eun-sook, que já havia colaborado anteriormente em The Heirs (2013). Esse drama também serve como um reencontro entre Lee Min-ho e Kim Young-ok, que tiveram um relacionamento na tela semelhante no drama da KBS, Boys Over Flowers (2009). A série começou com uma alta audiência de 11,6% no segundo episódio, mas caiu para 5,2% no 11º episódio, ela lutou para passar na audiência de 6 a 8%, classificação em episódios posteriores. Embora as classificações tenham sido geralmente baixas na Coreia e a série tenha tido uma popularidade doméstica abaixo do esperado, ganhou popularidade no exterior e ficou em primeiro lugar na Netflix em vários países como Hong Kong, Singapura, Filipinas, Taiwan, Malásia e Tailândia enquanto esteve no ar. A série recebeu críticas em torno do uso excessivo do marketing de produtos, o que foi visto como algo que prejudicou o conteúdo e a arte do drama.

## Controvérsia
Após sua estreia, uma controvérsia online surgiu quando os espectadores coreanos perceberam que a arquitetura do mundo ficcional do Império Coreano se assemelhava à dos templos japoneses, em particular ao complexo de templos japoneses Tōdai-ji e ao templo de Kōfuku-ji. Como o drama foi ao ar durante um período em que as relações entre coreanos e japoneses eram desconfortáveis, a equipe de produção pediu desculpas e afirmou que os prédios em questão seriam corrigidos. À medida que o drama progredia para o sexto episódio, outra controvérsia ocorreu quando o episódio retratou uma guerra naval entre o Japão e o Império Coreano. Os telespectadores notaram que os navios de guerra japoneses tinham o design dos atuais navios de guerra coreanos. O produtor admitiu que a equipe de produção utilizou imagens sem direitos autorais e de banco de imagens como material de referência para a frota japonesa, uma vez que eles foram impedidos de filmar no exterior devido ao COVID-19 e que deveriam ter consultado especialistas para revisar o material.

## Recepção
Na tabela abaixo, os números azuis representam as audiências mais baixas e os números vermelhos representam as audiências mais elevadas.
| Episódio | Parte | Data de transmissão | Audiência média | Audiência média              | Audiência média |
| Episódio | Parte | Data de transmissão | Nielsen         | Nielsen                      | TNmS            |
| Episódio | Parte | Data de transmissão | Em todo o país  | Região Metropolitana de Seul | Em todo o país  |
| -------- | ----- | ------------------- | --------------- | ---------------------------- | --------------- |
| 1        | 1     | 17 de abril de 2020 | 10.1%           | 11.4%                        | 9.2%            |
| 1        | 2     | 17 de abril de 2020 | 11.4%           | 12.9%                        | 9.9%            |
| 2        | 1     | 18 de abril de 2020 | 8.4%            | 9.7%                         | 6.8%            |
| 2        | 2     | 18 de abril de 2020 | 11.6%           | 12.9%                        | 9.3%            |
| 3        | 1     | 24 de abril de 2020 | 7.8%            | 8.2%                         | 8.1%            |
| 3        | 2     | 24 de abril de 2020 | 9.0%            | 9.4%                         | 8.9%            |
| 4        | 1     | 25 de abril de 2020 | 8.0%            | 8.8%                         | 7.3%            |
| 4        | 2     | 25 de abril de 2020 | 9.7%            | 10.1%                        | 9.5%            |
| 5        | 1     | 1 de maio de 2020   | 7.6%            | 8.2%                         | 6.2%            |
| 5        | 2     | 1 de maio de 2020   | 8.6%            | 9.3%                         | 8.0%            |
| 6        | 1     | 2 de maio de 2020   | 7.4%            | 7.9%                         | 6.4%            |
| 6        | 2     | 2 de maio de 2020   | 10.3%           | 10.5%                        | 8.5%            |
| 7        | 1     | 8 de maio de 2020   | 7.0%            | 7.3%                         | 6.4%            |
| 7        | 2     | 8 de maio de 2020   | 8.1%            | 8.7%                         | 6.9%            |
| 8        | 1     | 9 de maio de 2020   | 6.1%            | 6.8%                         | —               |
| 8        | 2     | 9 de maio de 2020   | 8.1%            | 8.5%                         | —               |
| 9        | 1     | 15 de maio de 2020  | 5.8%            | 6.3%                         | —               |
| 9        | 2     | 15 de maio de 2020  | 6.3%            | 7.0%                         | 5.8%            |
| 10       | 1     | 16 de maio de 2020  | 6.4%            | 7.3%                         | —               |
| 10       | 2     | 16 de maio de 2020  | 7.8%            | 8.7%                         | 7.3%            |
| 11       | 1     | 22 de maio de 2020  | 5.2%            | 5.6%                         | —               |
| 11       | 2     | 22 de maio de 2020  | 6.6%            | 6.8%                         | 6.6%            |
| 12       | 1     | 23 de maio de 2020  | 6.1%            | 6.6%                         | —               |
| 12       | 2     | 23 de maio de 2020  | 8.1%            | 8.5%                         | 8.6%            |
| 13       | 1     | 30 de maio de 2020  | 5.6%            | —                            | —               |
| 13       | 2     | 30 de maio de 2020  | 7.7%            | 8.2%                         | 8.2%            |
| 14       | 1     | 5 de junho de 2020  | 5.7%            | 6.5%                         | —               |
| 14       | 2     | 5 de junho de 2020  | 6.7%            | 7.5%                         | 6.1%            |
| 15       | 1     | 6 de junho de 2020  | 5.9%            | 6.8%                         | 5.8%            |
| 15       | 2     | 6 de junho de 2020  | 8.1%            | 8.5%                         | 7.2%            |
| 16       | 1     | 12 de junho de 2020 | 5.8%            | 6.2%                         | 5.5%            |
| 16       | 2     | 12 de junho de 2020 | 8.1%            | 8.7%                         | 7.2%            |
| Média    | Média | Média               | 7.7%            | 8.4%                         | —               |